# Talking to Yourself
«Talking to Yourself» es una canción de la cantante canadiense Carly Rae Jepsen de su sexto álbum de estudio, The Loneliest Time (2022). Jepsen la escribió con el compositor Simon Wilcox, y Benjamin Berger y Ryan Rabin de Captain Cuts, el equipo de producción que produjo la canción. Los sellos discográficos School Boy e Interscope Records lo lanzaron como el tercer sencillo del álbum el 16 de septiembre de 2022. «Talking to Yourself» es una canción dance pop y synth pop, en la que Jepsen recuerda una relación anterior con un examante y se pregunta si todavía siente algo por ella.
«Talking to Yourself» recibió críticas generalmente positivas por su producción, que fue descrita como «contagiosa» y «bailable». Los críticos elogiaron el coro de la canción y algunos otros comentaron la letra. Se ubicó en el número ocho en la lista Billboard Japan Hot Overseas Songs. Junto a él se lanzó un video musical adjunto a «Talking to Yourself».

## Antecedentes y lanzamiento

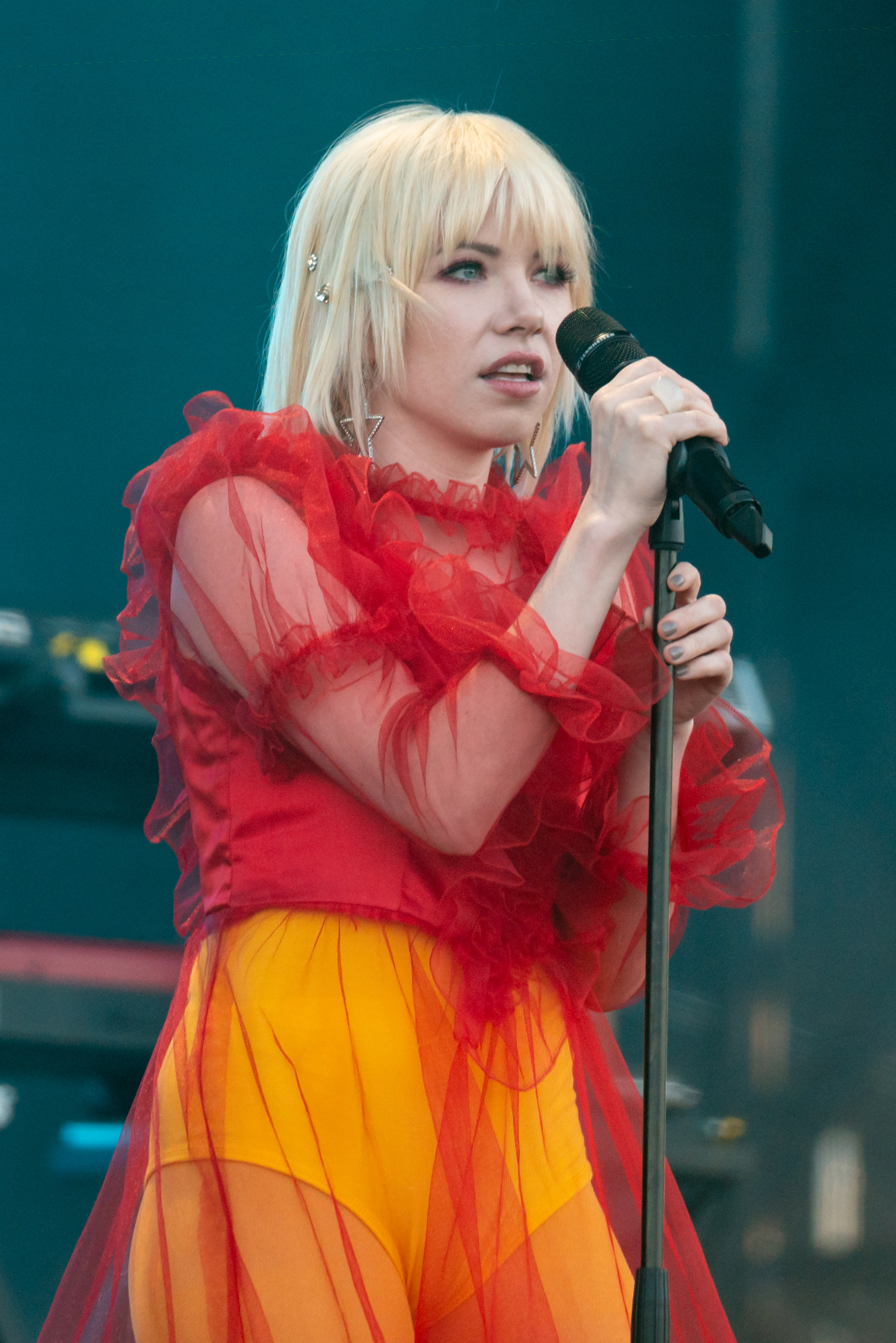
Carly Rae Jepsen en 2019.

Embarcada en The Dedicated Tour, Carly Rae Jepsen comenzó a recopilar ideas para su sexto álbum de estudio en febrero de 2020. Su creatividad fue estimulada por la pandemia de COVID-19 y transformó un antiguo espacio de oficina que formaba parte de su residencia en Los Ángeles en un estudio casero. El 1 de agosto de 2022, Jepsen anunció que el álbum, titulado The Loneliest Time, sería lanzado el 21 de octubre de 2022. Le precedieron los sencillos «Western Wind» y «Beach House» (ambos de 2022).
Jepsen escribió «Talking to Yourself» junto con el compositor Simon Wilcox, y Benjamin Berger y Ryan Rabin de Captain Cuts, el equipo de producción que produjo la canción. El 13 de septiembre de 2022, compartió un fragmento de 17 segundos de la canción en las redes sociales y escribió: «con The So Nice Tour a casi una semana de distancia, no pude evitarlo... Talking To Yourself llegará este viernes ¡para que puedas aprender las palabras antes de que nos veamos!». Los sellos discográficos School Boy e Interscope Records lo lanzaron junto con un video musical como el tercer sencillo del álbum tres días después.

## Composición y letras
«Talking to Yourself» tiene una duración de dos minutos y 53 segundos. Captain Cuts produjo la canción y la diseñó con Rob Kinelski y Eli Heisler; Berger y Wilcox lo programaron. Trevor Rabin toca la guitarra. Emily Lazar y Chris Allgood lo masterizaron y Kinelski lo mezcló.
«Talking to Yourself» es una palpitante canción dance pop y synth pop, con un fuerte ritmo e influencias de la música de los años 1980. La canción incluye un solo de guitarra, que «lucha contra el sintetizador» según Gem Stokes de Clash. Según Maura Johnston de Entertainment Weekly, «hilos de guitarra distorsionados de los 80 a través de la voz insistente de Jepsen», seguidos de «una línea de bajo nítida y un ritmo decidido». Chris DeVille de Stereogum pensó que recordaba el «pasticho de los 80» de los álbumes de Jepsen Emotion (2015) y Dedicated (2019), y Jeffrey Davies de PopMatters dijo que continuaba con el «pop reluciente y despreocupado» de su música anterior. Peter Piatkowski del mismo sitio web describió el estilo de «Talking to Yourself» como new wave.
En la letra de «Talking to Yourself», Jepsen recuerda una relación anterior con un examante y se pregunta si todavía siente algo por ella. Ella se obsesiona con él y piensa en la posibilidad de que él no pueda dormir por la noche sin ella; la canción no especifica si se trataba de una relación seria, amigos con beneficios o simplemente un enamoramiento platónico. Según Ben Kaye de Consequence, es «para aquellos que salen del lado ganador de una ruptura».

## Recepción de la crítica
La producción de la canción recibió críticas generalmente positivas. Emily Zemler de Rolling Stone describió «Talking to Yourself» como una pista optimista y un «himno dance pop». Consequence eligió la pista como «Canción de la semana», y Mary Siroky pensó que es «tremendamente contagiosa» y tiene «una línea de bajo característicamente adictiva y un coro de gusano auditivo». Kaye creía que «Talking to Yourself» alcanza el «punto dulce entre sensual y listo para la pista de baile». Ben Devlin de MusicOMH nombró la canción como el «primer gran éxito» en la lista de canciones de The Loneliest Time y comparó su línea principal con el trabajo de Divinyls. Sam Franzini de The Line of Best Fit la citó entre las «gemas pop» del álbum y la perfeccionó como «uno de los mejores éxitos de Jepsen». Escribiendo para The A.V. Club, Gabrielle Sanchez describió «Talking to Yourself» como un «sencillo encantador [...] con un coro contagioso». Olivia Horn de Pitchfork escribió que la canción suena como «dos tomas descartadas diferentes de Dua Lipa cortadas y pegadas juntas», usando algunos gestos de producción como desvío.
Algunos críticos comentaron sobre la letra de «Talking to Yourself». Siroky calificó la canción de «descaradamente obsesiva» y opinó que «habla por aquellos de nosotros que estamos deliciosamente desquiciados» y les da a los oyentes una «sabor de lo que está por venir» mientras demuestra la sensibilidad pop de Jepsen. Todd Dedman de Beats Per Minute pensó que recuerda las «ideas de invisibilidad en una relación» expresadas en la pista de Emotion «When I Needed You». Escribiendo para AllMusic, Heather Phares creía que «Talking to Yourself» demostraba «sentirse a la vez separado y conectado», un tema recurrente en The Loneliest Time, y lo llamó «una fantasía pop de los 80 con coros masivos».

## Créditos y personal
Los créditos están adaptados de las notas de álbum de The Loneliest Time.
- Captain Cuts - productor, ingeniería.
- Carly Rae Jepsen - compositora.
- Simon Wilcox - compositor, programación.
- Benjamin Berger - compositor, programación.
- Ryan Rabin - compositor.
- Eli Heisler - ingeniería.
- Trevor Rabin – guitarra.
- Emily Lazar – masterización.
- Chris Allgood – masterización.
- Rob Kinelski – mezcla, ingeniería.

## Listas
| Listas (2022)                        | Posición más alta |
| ------------------------------------ | ----------------- |
| Japan Hot Overseas (Billboard Japan) | 8                 |